# キヴ州
キヴ州（Kivu）は、コンゴ共和国及びザイールの州のひとつ。接しているキヴ湖が名前の由来であり、ウガンダやブルンジと国境を接している。
モブツ・セセ・セコが政権を握った後の1966年7月1日に、行政区画再編に於いてキヴ中央州（Kivu-Central）、マニエマ州（Maniema）、北キヴ州（Nord-Kivu）の3州が合併してできた州で、州都はブカヴに置いていた。
モブツ政権崩壊後、1997年10月8日にマニエマ州（Maniema）、北キヴ州（Nord-Kivu）、南キヴ州（Sud-Kivu）の3州に分割され、キヴ州の州都であったブカヴは新たに南キヴ州の州都となった。
現在は3州に分割されているが、まれに地方・地域名や南北キヴ州を統一して「キヴ（州）」と言う場合がある。